# Jean Adair
Jean Adair (născută Violet McNaughton; n. 13 iunie 1873, Hamilton, Ontario, Canada – d. 11 mai 1953, New York City, New York, SUA), cunoscută și sub numele de Jennet Adair, a fost o actriță canadiană. 

## Cariera
Născută Violet McNaughton în Hamilton, Ontario, a apărut în spectacole de vodevil sub numele Jennet Adair.
A făcut parte timp de doi ani din distribuția unui teatru de repertoriu⁠(d). A înlocuit-o pe actrița Irene Dunne în producția piesei de teatru Mother și a debutat pe scena teatrului newyorkez Sam H. Harris⁠(d) în septembrie 1922 cu rolul din It's a Boy.
În 1931, Adair a apărut în distribuția Teatrului Elitch⁠(d).
Pe lângă piesele de teatru, a apărut și în câteva lungmetraje spre finalul carierei sale. A interpretat-o pe Martha, una dintre mătușile vârstnice ale actorului Cary Grant, în Arsenic și dantelă veche (1944). Ultimul său rol a fost cel al Rebeccăi Nurse⁠(d) în piesa de teatru originală The Crucible⁠(d). Asemenea multor actrițe de teatru din perioada respectivă, a apărut și în producții de vodevil.

## Moartea
A murit la Spitalul Beth Israel din New York pe 11 mai 1953 la vârsta de 79 de ani. A fost incinerată la crematoriul Ferncliff din Hartsdale⁠(d), New York. Cenușa sa a fost preluată de dramaturgul Howard Lindsay⁠(d).

## Teatru
- It's a Boy! (1922-?)
- The Jay Walker (1926)
- Devils (1926)
- The Good Fellow (1926)
- Machinal (1928)  (*with a young unknown Clark Gable)
- That Ferguson Family (1928-9)
- Scarlet Pages (1929)
- Everything's Jake (1930)
- Rock Me, Julie (1931)
- Blessed Event (1932)
- Best Years (1932)
- Black Sheep (1932)
- The Show Off (1932-3)
- For Services Rendered (1933)
- Murder at the Vanities (1933-4)
- Broomsticks, Amen! (1934)
- Picnic (1934-?)
- Mid-West (1936-?)
- Sun Kissed (1937-?)
- On Borrowed Time (1938)
- Morning's at Seven (1939–40)
- Goodbye in the Night (1940)
- Arsenic and Old Lace (1941-4)
- Star-Spangled Family (1945)
- The Next Half Hour (1945)
- Detective Story (1949–50)
- Bell, Book and Candle (1950-1)
- The Crucible (1953)

## Filmografie
| Film | Film                   | Film                 | Film        |
| An   | Titlu                  | Rol                  | Note        |
| ---- | ---------------------- | -------------------- | ----------- |
| 1933 | Advice to the Lovelorn | Mrs. Prentiss        | Nemenționat |
| 1944 | Arsenic and Old Lace   | Aunt Martha Brewster |             |
| 1947 | Living in a Big Way    | Abigail Morgan       |             |
| 1947 | Something in the Wind  | Aunt Mary Collins    |             |
| 1948 | The Naked City         | Little Old Lady      | Nemenționat |